# Michael Marcagi
Michael Marcagi (* in Cincinnati, Ohio) ist ein US-amerikanischer Singer-Songwriter.

## Leben
Michael Marcagi wuchs in Cincinnati auf und besuchte die Anderson High School in Hamilton County. Anschließend studierte er an der Thomas More University in Crestview Hills, Kentucky. Dort spielte er Golf und war auf dem Weg zum Profi. Unter anderem gewann er zwei Mal hintereinander die Presidents’ Athletic Conference.
Er spielte Gitarre in der lokalen Band The Heavy Hours, begann dann aber seine Solokarriere. Zunächst lud er einige Folk-Songs auf TikTok hoch und erregte so die Aufmerksamkeit von Warner Bros. Entertainment. Das Label nahm ihn unter Vertrag und engagierte für seine erste EP David Baron, der schon mit Lana Del Rey und Shania Twain zusammen gearbeitet hatte. Am 9. Februar 2024 erschien seine EP unter dem Titel American Romance. Seine zweite Single Scared to Start erreichte Platz 67 in den Billboard Hot 100 und wurde auch ein internationaler Hit.

## Diskografie

### EPs
- 2024: American Romance (Warner)

### Singles
- 2023: The Other Side
- 2024: Scared to Start

## Auszeichnungen für Musikverkäufe
| Goldene Schallplatte - Belgien - 2024: für die Single Scared to Start - Dänemark - 2025: für die Single Scared to Start - Neuseeland - 2024: für die Single Scared to Start Platin-Schallplatte - Niederlande - 2025: für die Single Scared to Start | 3× Platin-Schallplatte - Australien - 2024: für die Single Scared to Start 4× Platin-Schallplatte - Kanada - 2025: für die Single Scared to Start |

Anmerkung: Auszeichnungen in Ländern aus den Charttabellen bzw. Chartboxen sind in ebendiesen zu finden.
| Land/RegionAuszeichnungen für Musikverkäufe (Land/Region, Auszeichnungen, Verkäufe, Quellen) | Gold     | Platin     | Verkäufe | Quellen                   |
| -------------------------------------------------------------------------------------------- | -------- | ---------- | -------- | ------------------------- |
| Australien (ARIA)                                                                            | —        | 3× Platin3 | 210.000  | aria.com.au               |
| Belgien (BRMA)                                                                               | Gold1    | —          | 20.000   | ultratop.be               |
| Dänemark (IFPI)                                                                              | Gold1    | —          | 45.000   | ifpi.dk                   |
| Kanada (MC)                                                                                  | —        | 4× Platin4 | 320.000  | musiccanada.com           |
| Neuseeland (RMNZ)                                                                            | Gold1    | —          | 15.000   | aotearoamusiccharts.co.nz |
| Niederlande (NVPI)                                                                           | —        | Platin1    | 90.000   | nvpi.nl                   |
| Schweiz (IFPI)                                                                               | Gold1    | —          | 15.000   | hitparade.ch              |
| Vereinigtes Königreich (BPI)                                                                 | —        | Platin1    | 600.000  | bpi.co.uk                 |
| Insgesamt                                                                                    | 4× Gold4 | 9× Platin9 |          |                           |